# Y. Né
Y. Né (Goes, 23 september 1958), het pseudoniem van Yvonne Né, is een Nederlands auteur en beeldend kunstenaar.

## Achtergrond
Né verhuisde op haar zeventiende naar een kamer in Breda waar zij studeerde aan de Academie voor Beeldende Kunsten. Aanvankelijk koos zij voor de richting grafische vormgeving. Na een paar maanden stapte zij definitief over naar de autonome kunst, richting monumentale vormgeving en vrije schilderkunst. Sinds 1980 is zij werkzaam als professioneel en zelfstandig beeldend kunstenaar. In 1990 debuteerde zij met gedichten in het literaire tijdschrift De Gids. Nu beoefent zij de beide disciplines beeldende kunst en literatuur naast elkaar.

## Nominaties en prijzen
- Nominatie Schrijversprijs der Brabantse Letteren 2003
- Nominatie Stadsdichterschap Breda 2005
- Nominatie Jan Naaijkensprijs 2006
- Kunst- en Cultuurprijs Gemeente Breda 2007
- Nominatie Zeeuwse Boekenprijs 2009
- Nominatie De Bronzen Uil 2016